# Vic Nurenberg
Victor Nurenberg, noto come Vic (Niedercorn, 22 novembre 1930 – 22 aprile 2010), è stato un allenatore di calcio e calciatore lussemburghese, di ruolo attaccante.

## Biografia
Nel 1956 sposa Paulette Pietri a Nizza dalla quale ha un figlio, Patrick.
Dopo essersi ritirato dal calcio ha lavorato per quattro anni in un casino di Nizza, in seguito diviene proprietario del bar nizzardo "Lestaminet chez Vic".

## Carriera

### Club
Durante la sua carriera veste le divise di Progrès Niedercorn, Nizza, Sochaux, Olympique Lione, Bastia e Spora Lussemburgo, dove svolge il ruolo di giocatore-allenatore.
Con il Nizza vince quattro tornei nazionali e due coppe di Francia partecipando a due edizioni della Coppa dei Campioni: si fa notare in quella del 1960, realizzando la sua prima rete internazionale il 26 agosto del 1959 contro lo Shamrock Rovers (3-2) e segnando una storica tripletta al Real Madrid il 4 febbraio del 1960, che consente ai francesi di superare gli avversari per 3-2. Nel ritorno gli spagnoli s'impongono per 4-0 estromettendo il Nizza dalla competizione.

### Nazionale
Il 12 novembre del 1950 esordisce in Nazionale contro il Belgio (2-2). Il 17 giugno del 1951 firma la sua prima rete contro l'Austria (5-3). Partecipa alle Olimpiadi di Helsinki 1952. Il 26 ottobre 1958 gioca la sua prima ed unica partita da capitano contro la Francia (1-3). Totalizza 19 presenze e 5 reti.

## Palmarès

### Club

#### Competizioni nazionali
- Campionato francese: 2

Nizza: 1955-1956, 1958-1959
- Coppa di Francia: 1

Nizza: 1951-1952
- Coppa del Lussemburgo: 2

Spora Luxembourg: 1964-1965, 1965-1966